# Castello Cavour di Santena
Il Castello Cavour di Santena fu la casa della famiglia di Camillo Benso, conte di Cavour a Santena ed è tra i principali castelli del Piemonte, ricco di memorie storiche, arredi, archivi e biblioteca.

## Storia

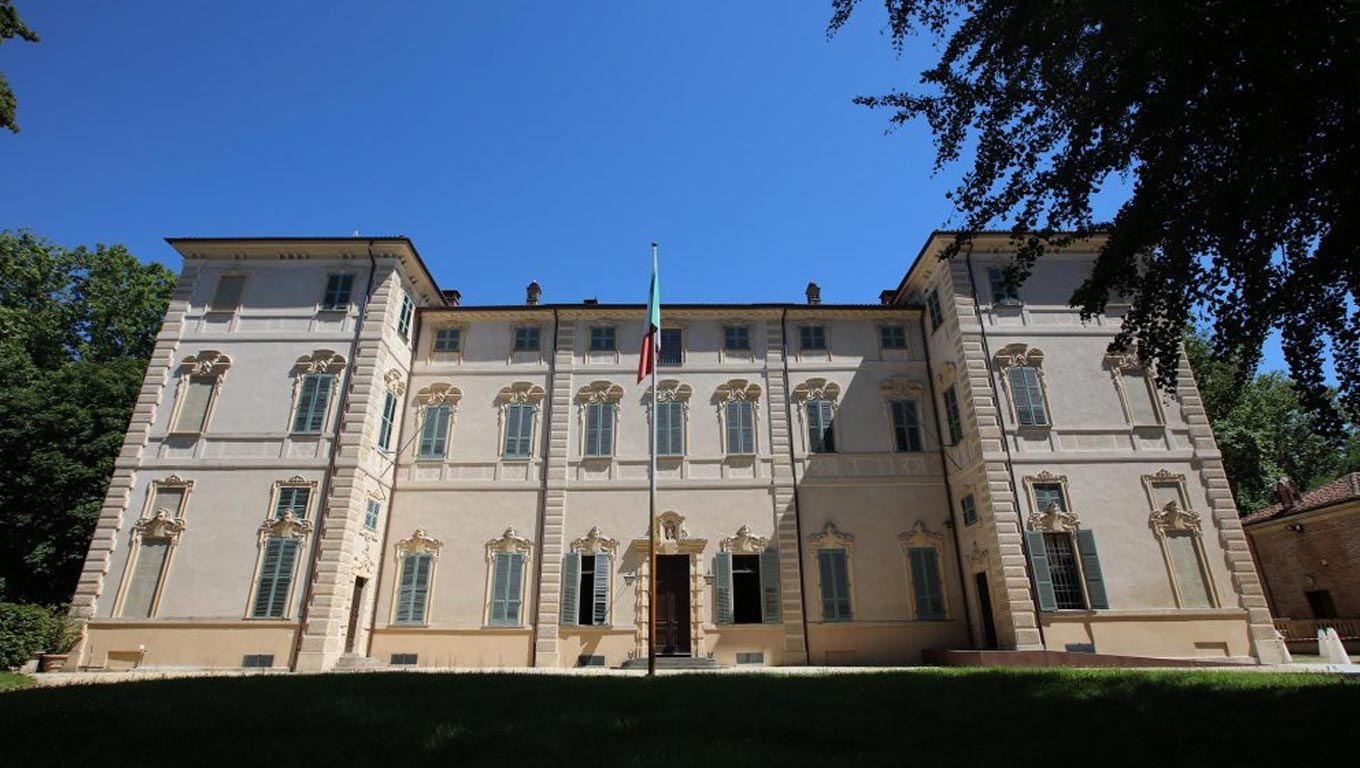
Facciata secondaria di Villa Cavour in piazza Visconti Venosta, con il memoriale di Cavour.

In origine, sul terreno dove attualmente si trovano la villa e l'annessa chiesa, sorgeva una fortificazione munita di torri e circondata da mura e fossati. Varie famiglie nobili si succedettero nella gestione del castello, il quale si conservò in quella forma fino ai primi anni del XVIII secolo.
Nel 1708, Carlo Ottavio Benso, già conte di Santena, fece demolire questo castello per costruire al suo posto l'attuale villa, progettata da Francesco Gallo, già architetto di Vittorio Amedeo II di Savoia. I lavori si svolsero tra il 1712 e il 1722.
Poiché nel 1748 si estinse la linea maschile dei Benso di Santena, di cui Carlo Ottavio faceva parte, il vescovo di Torino concesse l'investutura del feudo al nipote Francesco Oddone Rovero di Pralormo, causando una disputa tra questi e la famiglia dei Benso di Cavour che fu smorzata solo nel 1760, con la cessione a loro favore di una parte del castello e che si risolse nel 1777, con la totale cessione dell'intera proprietà.
Tra il 1760 ed il 1770 il castello fu oggetto di restauri e della realizzazione degli stucchi del Salone delle cacce, mentre tra gli anni 1780 e il 1790 furono applicati gli stucchi della Sala diplomatica.
Circa 50 anni più tardi, nel 1816, le vecchie abitazioni poste davanti all'ingresso del castello furono demolite, ricavando così la piazzetta ancora oggi esistente. Verso il 1840, per volontà del marchese Ainardo Benso, nipote di Camillo Benso, e sotto la direzione dell'architetto Melchiorre Pulciano, il castello fu ampliato e completamente ristrutturato, alzando il corpo centrale e collegando le due ali.
Nel 1875, alla morte di Ainardo Benso, figlio del marchese Gustavo Benso di Cavour e a sua volta fratello maggiore di Camillo Benso, il castello passò in eredità al cugino francese Eugène De Roussy de Sales. Grazie ad un accordo con questo nuovo proprietario, nel 1876 la marchesa Giuseppina Alfieri, ultima discendente della famiglia Benso di Cavour, riuscì a riottenere Santena. I suoi successori, ossia la figlia Luisa Alfieri, sposa del marchese Emilio Visconti Venosta ed il figlio di questi, Giovanni Maria Visconti Venosta, ne fecero dono al Comune di Torino. Successivamente, Margherita Pallavicino Mossi, moglie di Giovanni Maria, vi istituì la Fondazione "Camillo Cavour" ed il Centro di Studi Cavouriani "Giovanni e Margherita Visconti Venosta".
Il Memoriale Cavour, museo dedicato allo statista piemontese, ha riaperto le porte il 17 marzo 2021, in occasione del 160º anniversario dell'Unità d'Italia, dopo una lunga chiusura per lavori di restauro.

## Descrizione

### Interno
Il castello era una residenza estiva, quindi di caccia (reale tra l'altro), cosicché se tra gli arredi spiccano i gusti in stile impero ed orientale, nello scenario pittorico vi sono spesso riproduzioni di animali e ritratti dei familiari e del casato.

#### Salone della caccia
Nel castello si volle sottolineare questo privilegio così il suo salone, il cuore del castello, è adornato di stucchi di colore bianco che riproducono foglie, selvaggina ed armi rifiniti con l'aggiunta di decorazioni composte da vere corna di animali alpini esibite come trofei di caccia. 

Al centro della sala c'è un tavolo rotondo ed in stile impero, un divano, alcune poltrone in tessuto badera, due paraventi settecenteschi di fattura cinese ed una coppa in porcellana di Sèvres, dono di Napoleone III a Camillo Benso in occasione del Congresso di Parigi del 1856.

#### Sala da pranzo e salotto cinese
Comunicanti tra loro attraverso una porta mimetizzata, nella prima sono conservate dodici tele riproducenti animali dipinte da Giovanni Crivelli, il pittore di fiducia di Filippo Juvarra. 
 Nel salotto, il gusto esotico della fine del settecento riveste con pannelli di seta dipinta ogni parete e sul soffitto un lampadario in vetro di Murano risale alla stessa epoca.

#### Studio Visconti Venosta

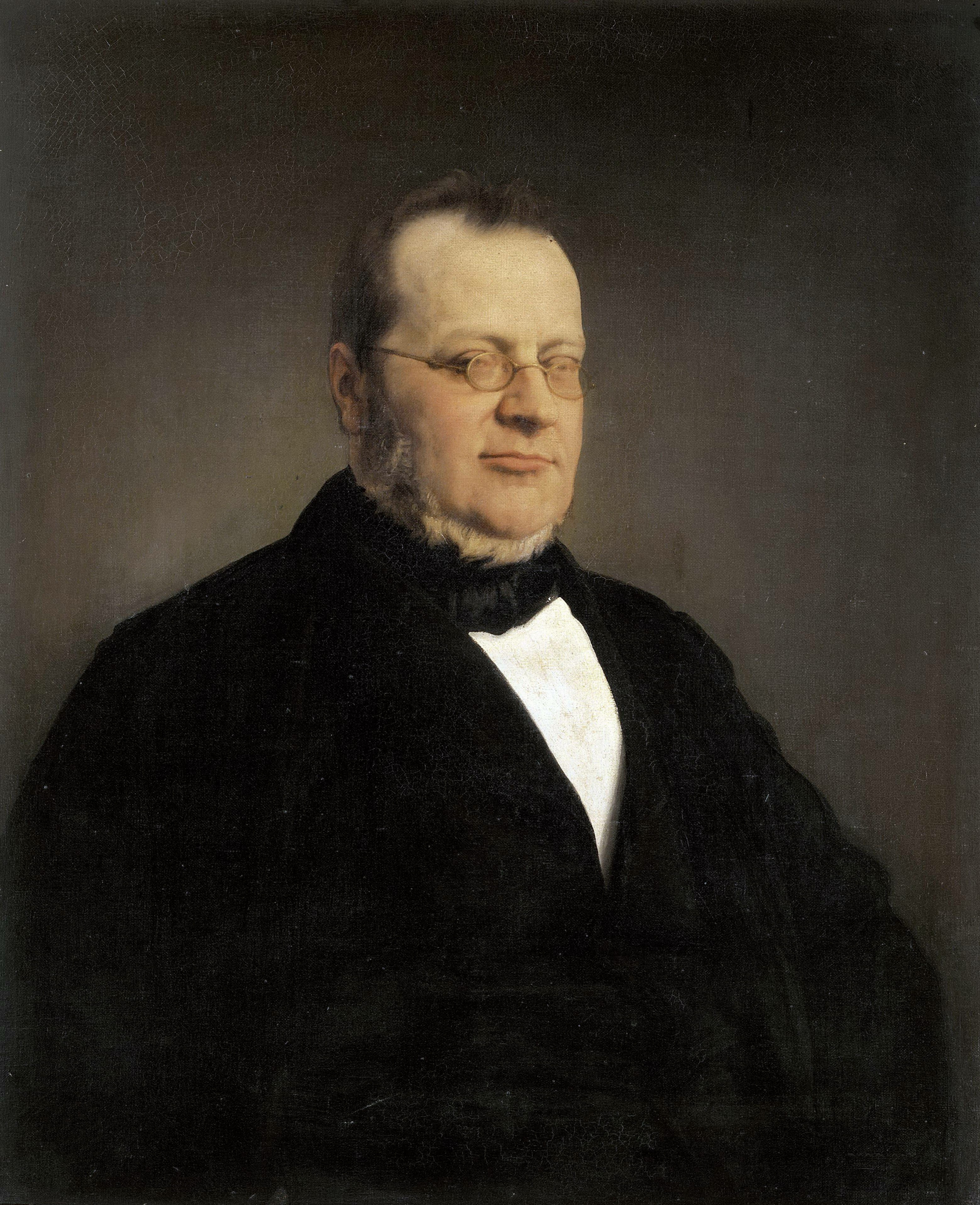
Camillo Benso conte di Cavour ritratto da Francesco Hayez

Nella stanza è conservata una copia del ritratto di Cavour di Francesco Hayez appesa sulla boiserie in legno ed a sua volta adornata con dipinti che raffigurano i membri della casata Carron di San Tomaso e tele in cornice quadrata che ritraggono i bisnonni paterni di Cavour (Michele Antonio Benso e Felicita Agnese Doria di Ciriè) mentre lo stesso Emilio Visconti Venosta è ritratto in un grande dipinto di Vittorio Matteo Corcos. 
Lo studio fu arredato nella seconda metà dell'Ottocento dallo stesso Venosta, che fu un diplomatico e politico italiano originario di una famiglia lombarda ed esule in Piemonte, il quale dal 1859 divenne un collaboratore di Cavour e soposò una sua pronipote nel 1876 (Luisa Alfieri di Sostegno, figlia di Giuseppina e Carlo Alfieri di Sostegno).

#### Appartamento della marchesa Filippina di Sales
Anch'esso improntato allo stile orientale di fine Settecento, in esso prevalgono i rivestimenti in carte di riso decorate che rivestono le pareti ed un grande letto a baldacchino, a sua volta di seta dipinta. Sulle pareti vi sono i ritratti del barone Bernhard Otto von Rehbinder (maresciallo di campo presso l'esercito sabaudo) e di sua moglie Cristina Margherita di Piossasco di Feys. La camera è collegata ad una cappella (detta "il pregadio"), in cui vi è un inginocchiatoio, un altare ed una copia di un crocefisso seicentesco che appartenne a San Francesco di Sales, il più celebre antenato della marchesa. 

La marchesa Filippina di Sales era la nonna paterna di Camillo Benso e moglie di Giuseppe Filippo Benso.

#### Camera Clermont-Tonnerre e biblioteca
Nella prima, detta anche "stanza del vescovo" poiché vi è una tela che raffigura il vescovo di Losanna nel 1144 (Sant'Amedeo di Clermont), l'arredamento è in stile impero e con suppellettili di pregio. 
Degli oltre seimila volumi contenuti nella biblioteca, la maggior parte risale al diciannovesimo secolo ma non mancano libri appartenenti ai secoli precedenti e fino al quindicesimo. Gli argomenti trattati variano da religione, storia, letteratura ed arte e sono in lingua italiana e straniera.

#### Camere da letto
La camera da letto di Giovanni Visconti Venosta è un insieme di mobili di fatture piemontesi e francesi, vi è un orologio pregevole e nel camino una lastra di ghisa reca la data dell'inizio dei lavori di edificazione del castello (1792) e lo stemma della famiglia Benso.
I mobili della stanza di Camillo Benso sono gli stessi che furono al palazzo Cavour di Torino e sul lato sinistro della stanza vi sono i ricordi di Augusto Cavour, nipote di Camillo e caduto durante la battaglia di Goito.
La camera da letto di Adelaide Lascaris è un riallesimento dei mobili un tempo a Palazzo Benso di Cavour a Torino completato da un ritratto di Adelaide e con un acquerello di Francesco Gonin che ne raffigura la sua agonia.
La camera della marchesa Giuseppina Benso Alfieri di Sostegno è arredata in modo semplice, ma con numerosi dipinti e due acquerelli di Francesco Gonin.
La Camera Verde, contenente una collezione di incisioni su rame di Giuseppe Pietro Bagetti acquarellate che rappresentano delle "Vedute del Piemonte e del Nizzardo", prende il nome dai colori del rivestimento in seta del letto e del baldacchino.

#### Sala del Consiglio
La Sala del Consiglio, di ampie dimensioni e dove Camillo Benso radunava i colleghi del Ministero, è congiunta al castello da un terrazzo ed è adorna di bassorilievi e stucchi. 

Caratterizzata da un gusto ellenizzante contiene un busto di Cavour che fu dono dei patrioti toscani all'epoca del plebiscito e sul pavimento vi sono raffigurati gli stemmi dei Benso e dei Visconti Venosta in mosaico.

#### Castellazzo
Posto vicino alla sala del consiglio si trova il Castellazzo, che consiste in un torrione merlato ed unico avanzo del primitivo castello.
Al primo piano si trova la Sala delle Corone (le corone che cento città italiane portarono in omaggio a Cavour nel venticinquesimo anniversario della sua morte) e contiene un camino che reca sulla cappa i dipinti dello stemma dei Benso e del loro motto "Gott will reicht". Nella sala adiacente ci sono altri cimeli giunti nel corso degli anni, un ramo d'ulivo inviato da Mussolini nel 1929 ed altre corone.

### Cappella e tomba

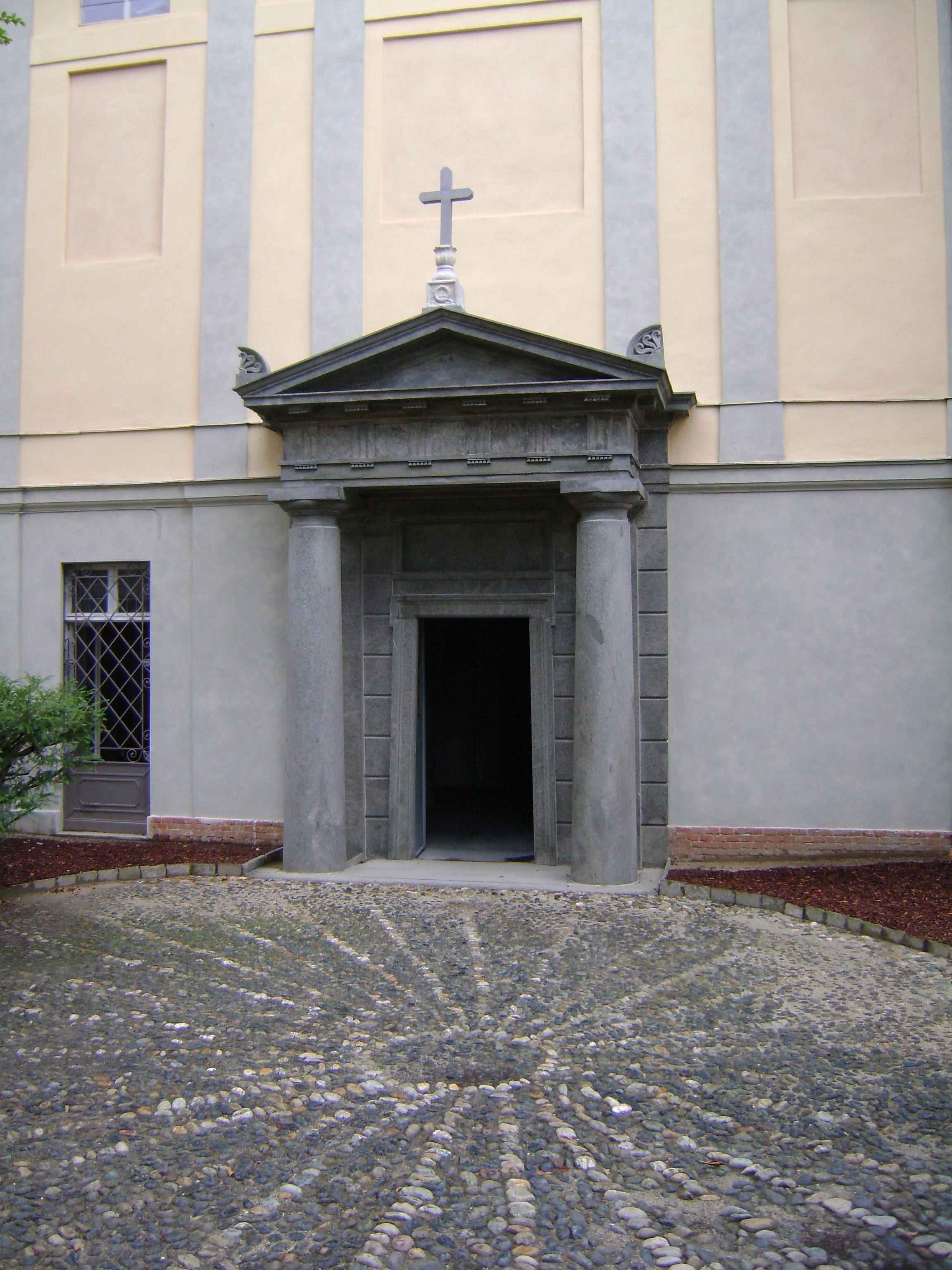
La tomba del conte di Cavour

Dichiarata monumento nazionale nel 1911, in occasione del cinquantennio dell’Unità d’Italia sorge sul lato sinistro della chiesa. Costruita nel 1715 dal conte Carlo Ottavio Benso contiene le spoglie del conte Camillo Benso di Cavour e di molti del suo casato. 

In origine la tomba della famiglia Benso si trovava nella chiesa di San Francesco a Chieri e quando l'esercito napoleonico distrusse la chiesa, i Benso costruirono una cripta mortuaria sotto la cappella del castello di Santena.
La facciata della cappella è in ordine dorico, le pareti interne sono rivestite in marmo e l'altare è di bronzo.

### Parco
Accanto al castello si estende un esteso giardino, di 23 ettari, voluto dal marchese Michele Benso di Cavour all'inizio del XIX secolo e progettato da Xavier Kurten. Si tratta di un tipico giardino all'inglese, con collinette e sentieri curvi, utili per fornire ad ogni passo una diversa visione prospettica del parco.
Il parco, delimitato a sud dall'argine del torrente Banna, è ricco di piante secolari autoctone, tra cui faggi, olmi, roveri, abeti e platani di altezza importante (fino a 35 m).